# Снежневский, Виктор Иванович
Виктор Иванович Снежневский (3 ноября 1861, с. Благовещенское, Костромская губерния — 8 декабря 1907, Нижний Новгород) — один из крупных исследователей-краеведов рубежа XIX—XX веков, историк-архивист, правитель дел Нижегородской губернской учёной архивной комиссии в период с 1889 по 1895 год, автор множества работ, посвящённых истории Нижегородской губернии.

## Биография
Родился 3 ноября 1861 в селе Благовещенском Варнавинского уезда Костромской губернии в семье Ивана Ивановича Снежневского, причётника Благовещенской церкви.
В 9 лет окончил местную сельскую школу, затем обучался в двухклассном министерском училище. В 1878 выдержал экзамен в Новинскую учительскую семинарию.
1 февраля 1879 Снежневский наряду с другими учениками семинарии был подвергнут жандармскому обыску, при котором обнаружилось письмо «преступного содержания», посланное Виктором Снежневским своему товарищу Шарову, а также стихотворения революционного характера и программа кружка семинарии под названием «Общество по выписыванию книг». За участие в народническом кружке в мае 1879 Снежневский был отчислен из Новинской семинарии и помещён на родине под полицейский надзор без права переезда.
После снятия надзора В. И. Снежневский три года провёл в Костроме, где под руководством новых знакомых среди ссыльной интеллигенции занимался самообразованием.
В 1883 Снежневский приехал в Нижний Новгород и устроился на работу конторщиком, параллельно продолжая изучение русской истории. Написав свою первую статью «Значение сельского духовенства в жизни русского народа», Снежневский с рукописью пришёл на квартиру к В. Г. Короленко, проживавшего в то время в Нижнем Новгороде и состоявшего членом редакции «Северного Вестника». Писатель отметил способности молодого Снежневского и при случае порекомендовал его на должность делопроизводителя Нижегородской губернской учёной архивной комиссии (НГУАК).
В 1889 в результате образовавшейся вакансии В. И. Снежневский занял место правителя дел НГУАК. Председатель архивной комиссии А. С. Гациский писал о нём в отчете за 1900 год:

На первом месте ….по количественным и качественным результатам следует поставить работы правителя дел комиссии В. И. Снежневского, при помощи которого выполняется главное назначение комиссии по разбору и описанию её исторического архива.

В. И. Снежневский работал в помещении архивной комиссии в Ивановской башне Нижегородского кремля, куда заглядывал Владимир Галактионович Короленко. Писателю были необходимы сведения исторически-бытового характера, и они со Снежневским провели немало часов за разбором старых бумаг. Лето Снежневский по обыкновению проводил у себя на родине, на реке Ветлуге. В 1889 году Короленко посетил его скромный дом в селе Благовещенском. Впечатления от этой поездки легли в основу рассказа «Река играет».

Осуществляя архивную деятельность в НГУАК на общественных началах, В. И. Снежневский преподавал в Нижегородском речном училище. В 1895 году ввиду крайне стеснённых материальных обстоятельств он был вынужден переехать с семьёй в Елабугу, где получил должность секретаря уездной земской управы. 
Вернувшись в Нижний Новгород в 1899, Снежневский поступил на работу бухгалтером в Нижегородскую земскую управу, сочетая свою служебную деятельность с архивными изысканиями и принимая участие в собраниях НГУАК.
Скончался 8 декабря 1907 года в возрасте 46 лет от сердечного приступа. Похоронен на Петропавловском кладбище (захоронение не сохранилось).
Его памяти посвящён VII том «Действий НГУАК», вышедший через два года после смерти краеведа, в 1909 году. А. Я. Садовский, председатель Нижегородской губернской учёной архивной комиссии, писал в своём дневнике: «Умерший Снежневский считался необыкновенным человеком, выдающимся по своим способностям, которого настолько ценили, что в память его издали особый сборник…». Узнав о смерти Снежневского, В. Г. Короленко, живший в то время в Полтаве, написал статью в память о нём, которую закончил словами:

Я, лично имевший случай близко узнать его, храню память о часах, проведённых с ним вместе в молчаливой исторической башне, высящейся над современной сутолокой Нижнего базара, Миллионки и волжских пристаней… И так грустно думать, что он отошёл уже в область «местной истории», которую сам разрабатывал ещё так недавно, и которая, думаю, сохранит о нём благодарную память…

## Краеведение и археологическая работа
Будучи правителем дел Нижегородской губернской учёной архивной комиссии, Снежневский не ограничивался составлением и публикацией архивных материалов. Он провёл десятки исторических краеведческих исследований и за семь лет работы — с 1888 по 1895 год — опубликовал целый ряд статей, посвящённых истории землевладения и крепостного хозяйства в Нижегородском уезде, а также вопросам Нижегородского губернского магистрата и наместнического правления.
Всего перу Виктора Ивановича Снежневского принадлежат более 50 работ по истории Нижегородского края, не утративших актуальность и по сей день.
Помимо архивной деятельности Снежневский за время своей работы в НГУАК провел ряд археологических изысканий. В 1892 г. он получил от Императорской археологической комиссии Открытый лист и произвёл раскопки пяти курганов могильника в Кожиной Слободе близ города Сергач, датированных II—III вв.
В 1894 году им были организованы археологические работы в селе Гагино Сергачского уезда Нижегородской губернии. В отчётные материалы экспедиции вошли дневник, опись и фотографии находок, среди которых серебряные и бронзовые украшения, ножи, серп, огниво, наконечники стрел.

## Семья
- Жена — Анна Аполлинарьевна Снежневская (Воскресенская) (23.09.1860 — 26.09. 1941), дочь пономаря Нижегородского Ярмарочного Спасского собора; до бракосочетания с В. И. Снежневским, состоявшегося 14 января 1890 года, — воспитательница в Нижегородском епархиальном женском училище; после его смерти — заведующая библиотекой Нижегородского комитета попечительства о народной трезвости (позже — библиотека им. Г. И. Успенского).
- Дети: Сергей (22.12.1891 — 04.10.1957), Лидия (18(31).01.1892 −07.07.1942), Мария (16(29). 04. 1893 — 29. 11. 1976) и Дмитрий (2(15).09.1898 — 25.12.1951).

Несмотря на стеснённое материальное положение семьи, дети В. И. Снежневского получили хорошее образование. Трое из них избрали педагогическую карьеру. Лидия Викторовна и Мария Викторовна (в замужестве Ильинская) по окончании Мариинской гимназии стали учителями в сельских школах (последняя работала учителем в Овсянковском земском училище (позже школе) в деревне Овсянка Варнавинского уезда Костромской губернии (позже Семёновский район Горьковской области)). Дмитрий Викторович Снежневский преподавал в Горьковской юридической школе гражданское право, защитил кандидатскую диссертацию, считался известным нижегородским юристом.

## Избранная библиография
- Снежневский В. И. К истории пугачёвского бунта в степи у Киргиз-Кайсаков // Русская Старина, 1890. Март и апрель.
- Снежневский В. И. К истории побегов крепостных в последней четверти XVIII и в XIX столетиях // Нижегородский Сборник. т. X.,1890.
- Снежневский В. И. Крепостные крестьяне и помещики Нижегородской губернии накануне реформы 19 февраля и первые годы после неё // Сборник НГУАК. т. III. 1898. С. 57-86.
- Снежневский В. И. Генеральное межевание земель и несколько сведений о характере землевладения в Нижегородском крае в XVII—XVIII столетиях, по делам межевого департамента Сената // Действия НГУАК. т. I. Вып.10. Н Новгород, 1891.
- Снежневский В. И. Губернские учёные архивные комиссии и архивное дело в них // Труды Ярославского областного съезда (съезда исследователей истории и древностей Ростово-Суздальской области). М., 1902. С. 7-26.
- Снежневский В. И. Кузьма, пророк мордвы-терюхан. // Исторический вестник. Том 50. С.-Пб., 1892.
- Снежневский В. И. Нижегородский Мариинский институт благородных девиц. 1852—1902 : Сост. по архивным материалам. — Нижний Новгород : тип. У. А. Скирмунт, 1902. — VI, 189. С.20.
- Снежневский В. И. Крепостные промышленники и головные тати // Исторический вестник. 1893, Сентябрь.
- Снежневский В. И. Крестьяне и помещики Нижегородской губернии накануне реформы 19 февраля и первые годы после неё // Действия НГУАК. т. III, Н.Новгород, 1898.
- Снежневский В. И. Материалы для истории крепостного хозяйства в Нижегородском уезде // Действия НГУАК. т. VI. Н.Новгород, 1905.